# Dunkirk (Ohio)
Dunkirk es una villa ubicada en el condado de Hardin en el estado estadounidense de Ohio. En el Censo de 2010 tenía una población de 875 habitantes y una densidad poblacional de 467,27 personas por km².

## Geografía
Dunkirk se encuentra ubicada en las coordenadas 40°47′17″N 83°38′33″O / 40.78806, -83.64250. Según la Oficina del Censo de los Estados Unidos, Dunkirk tiene una superficie total de 1.87 km², de la cual 1.72 km² corresponden a tierra firme y (8.16%) 0.15 km² es agua.

## Demografía
Según el censo de 2010, había 875 personas residiendo en Dunkirk. La densidad de población era de 467,27 hab./km². De los 875 habitantes, Dunkirk estaba compuesto por el 97.37% blancos, el 0.34% eran afroamericanos, el 0.34% eran amerindios, el 0.46% eran asiáticos, el 0% eran isleños del Pacífico, el 0% eran de otras razas y el 1.49% pertenecían a dos o más razas. Del total de la población el 0.46% eran hispanos o latinos de cualquier raza.